# تروشکی، استان ماسوین
تروشکی، استان ماسوین (به لاتین: Truszki, Masovian Voivodeship) یک منطقهٔ مسکونی در لهستان است که در Gmina Gołymin-Ośrodek واقع شده‌است.